# بوکس در المپیک تابستانی ۱۹۶۸

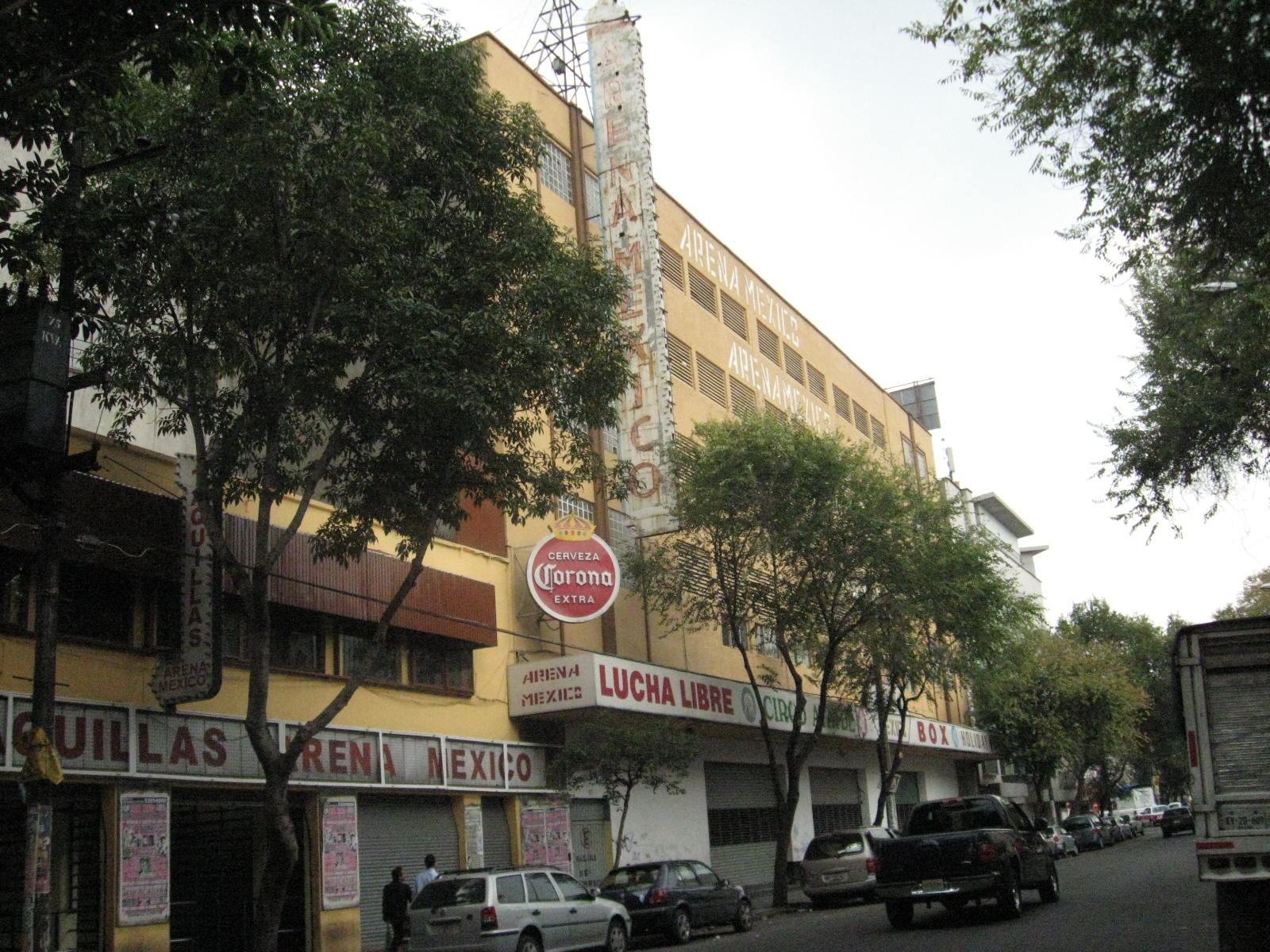
Arena México یک رینگ مشت زنی سرپوشیده در مکزیکو سیتی، مکزیک است که در محله Colonia Doctores در ناحیه Cuauhtémoc واقع شده است.

مشت‌زنی در بازی‌های المپیک تابستانی ۱۹۶۸ نام رویداد ورزش مشت‌زنی در بازی‌های المپیک تابستانی بود که در سال ۱۹۶۸ برگزار شد.

## جدول مدال‌ها
| رتبه | کشور                      | طلا | نقره | برنز | مجموع |
| ۱    | اتحاد شوروی (URS)         | ۳   | ۲    | ۱    | ۶     |
| ۲    | ایالات متحده آمریکا (USA) | ۲   | ۱    | ۴    | ۷     |
| ۳    | مکزیک (MEX)               | ۲   | ۰    | ۲    | ۴     |
| ۴    | لهستان (POL)              | ۱   | ۲    | ۲    | ۵     |
| ۵    | آلمان شرقی (GDR)          | ۱   | ۰    | ۰    | ۱     |
| ۵    | بریتانیای کبیر (GBR)      | ۱   | ۰    | ۰    | ۱     |
| ۵    | ونزوئلا (VEN)             | ۱   | ۰    | ۰    | ۱     |
| ۸    | کوبا (CUB)                | ۰   | ۲    | ۰    | ۲     |
| ۹    | کره جنوبی (KOR)           | ۰   | ۱    | ۱    | ۲     |
| ۹    | رومانی (ROU)              | ۰   | ۱    | ۱    | ۲     |
| ۹    | اوگاندا (UGA)             | ۰   | ۱    | ۱    | ۲     |
| ۱۲   | کامرون (CMR)              | ۰   | ۱    | ۰    | ۱     |
| ۱۳   | بلغارستان (BUL)           | ۰   | ۰    | ۲    | ۲     |
| ۱۴   | آرژانتین (ARG)            | ۰   | ۰    | ۱    | ۱     |
| ۱۴   | برزیل (BRA)               | ۰   | ۰    | ۱    | ۱     |
| ۱۴   | فنلاند (FIN)              | ۰   | ۰    | ۱    | ۱     |
| ۱۴   | ایتالیا (ITA)             | ۰   | ۰    | ۱    | ۱     |
| ۱۴   | ژاپن (JPN)                | ۰   | ۰    | ۱    | ۱     |
| ۱۴   | کنیا (KEN)                | ۰   | ۰    | ۱    | ۱     |
| ۱۴   | آلمان غربی (FRG)          | ۰   | ۰    | ۱    | ۱     |
| ۱۴   | یوگسلاوی (YUG)            | ۰   | ۰    | ۱    | ۱     |